# Gastronomía molecular

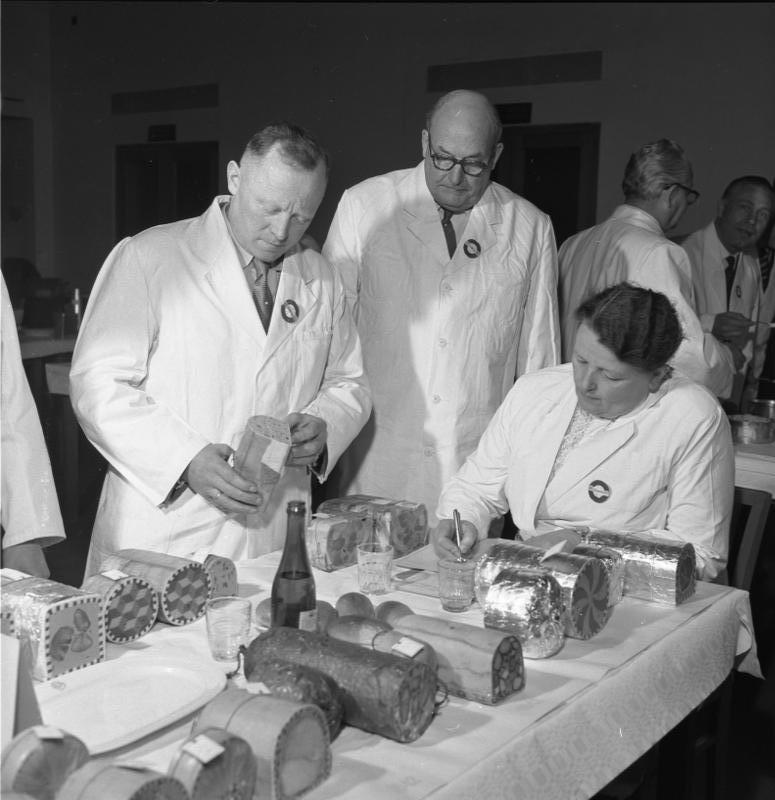
La gastronomía molecular acerca la ciencia a la cocina.

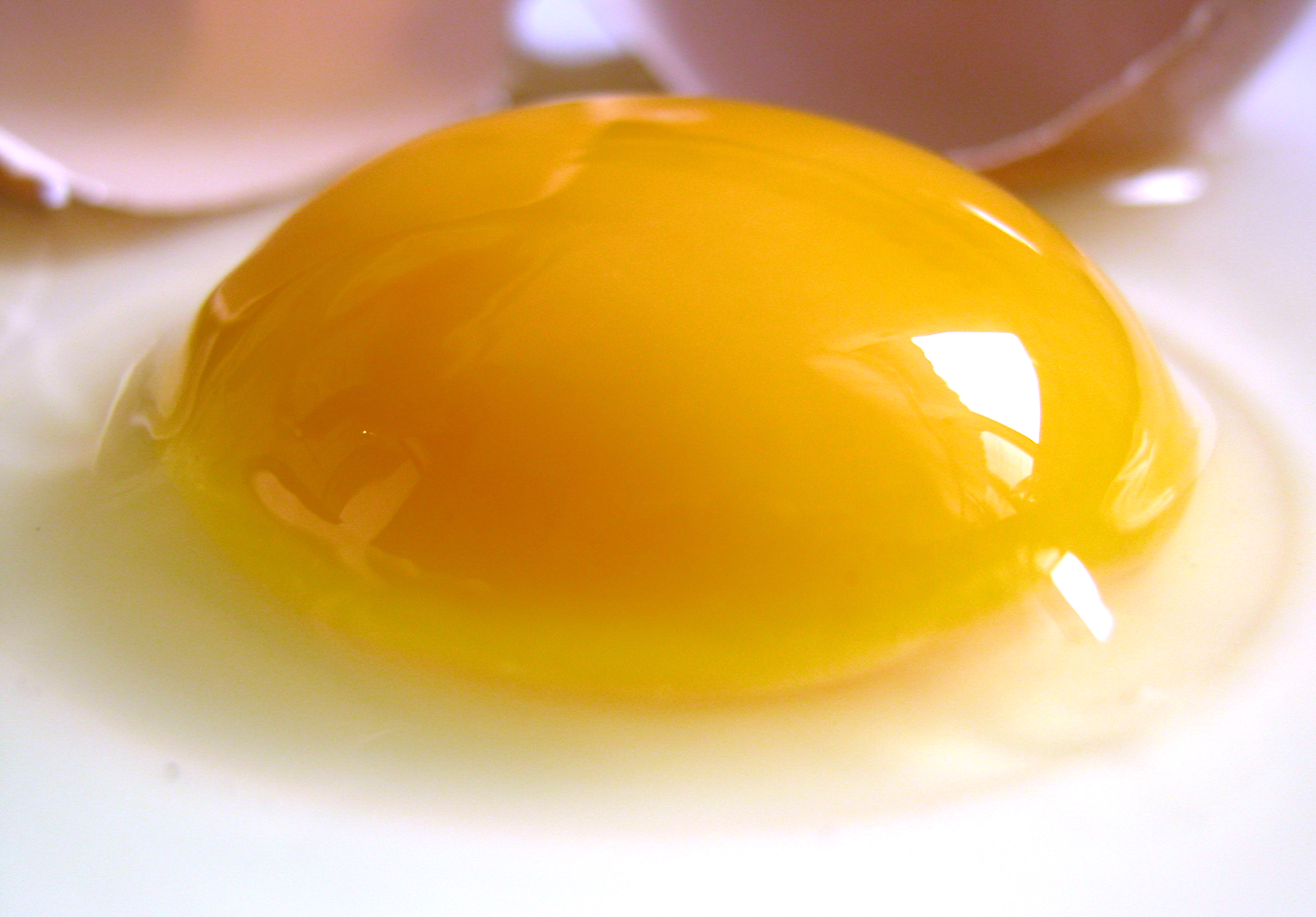
La gastronomía molecular incluye el estudio de cómo diferentes temperaturas afectan la viscosidad y la tensión superficial de los huevos así como diferentes formas de introducir aire en ellos.

La gastronomía molecular es una subdisciplina de la ciencia de los alimentos que busca investigar las transformaciones químicas y físicas que ocurren en los ingredientes durante la preparación de los alimentos. Al igual que la cocina, se pueden reconocer tres componentes: social, artístico y técnico. La cocina molecular es un estilo moderno de cocinar y hace uso de innovaciones técnicas de disciplinas científicas.
El término fue acuñado en 1988 por el químico francés Hervé This y el físico húngaro Nicholas Kurti. Ambos investigadores trabajaron en la preparación científica de algunos alimentos: Nicholas Kurti dio una charla en el año 1969 en la Royal Institution denominada The physicist in the kitchen (El físico en la cocina). A pesar de su popularidad, algunos chefs asociados con el término rechazan su uso.

## Definición
La gastronomía molecular es la aplicación de los principios científicos a la comprensión y desarrollo de la preparación de las cocinas domésticas. Esta tiene relación con el estudio y análisis de las propiedades fisicoquímicas de los alimentos y los procesos tecnológicos a los que éstos se someten, como son el batido, la gelificación, y el aumento de la viscosidad, por mencionar algunos. Todo ello dependerá de los ingredientes que se seleccionen, las mezclas que se hagan entre ellos y de las técnicas que se apliquen. Los alimentos son compuestos orgánicos (proteínas, hidratos de carbono, lípidos y vitaminas) y minerales que, cuando se someten a procesamiento, son capaces de manifestar sus propiedades transformándose en espumas, emulsiones, geles u otras estructuras que pueden ser infinitas en gastronomía, dado que en ella se está innovando continuamente.
La cocina molecular y la gastronomía molecular se confunden y utilizan en forma intercambiable, lo que no es del todo correcto. La gastronomía molecular es un campo científico y la cocina molecular es un campo culinario.

## Ejemplos
Algunas recetas epónimas son:
- Gibbs - (en honor a Josiah Gibbs) es una infusión de vainas de vainilla, azúcar y aceite de oliva en claras de huevo cocinado al microondas.
- Vauquelin - (en honor a Nicolas Vauquelin, maestro de Lavoisier) es una espuma cocinada en microondas preparada con jugo de naranja o arándano con azúcar y huevos batidos para estabilizarla e incrementar su viscosidad.
- Baumé - (en honor a Antoine Baumé) consiste en sumergir un huevo durante un mes en alcohol etílico, el cual permea el cascarón para coagularlo.

## Historia

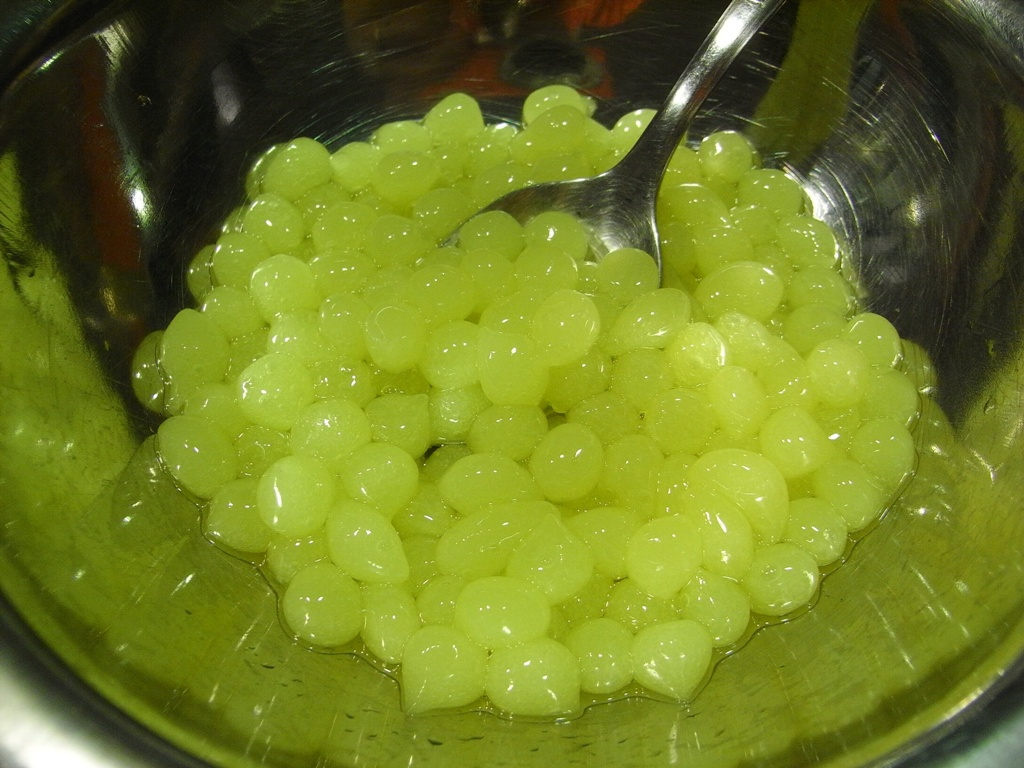
La esferificación de jugos y otros líquidos es una técnica común en la cocina molecular

Existen muchas ramas de la bromatología que estudian diferentes aspectos de la comida, como la seguridad, microbiología, preservación, química, ingeniería y física. Hasta la llegada de la gastronomía molecular, no había rama dedicada al estudio de los procesos químicos durante la preparación de alimentos en el hogar y en los restaurantes. La ciencia de la comida se ha centrado en la producción industrial de alimentos y aunque ambas disciplinas tienen elementos en común, se consideran áreas separadas de investigación.
La creación de la gastronomía molecular tenía la intención de juntar las investigaciones aisladas acerca de los procesos químicos y físicos de la cocina en una disciplina organizada dentro de la ciencia de la comida para lograr estudiar lo que otras disciplinas relacionadas no hacían o lo hacían en una forma dirigida más hacia los científicos que hacia los cocineros. 
El término "gastronomía molecular y física" fue acuñado en 1988 por Nicholas Kurti y el químico francés Hervé This. En 1992, se volvió el nombre de una serie de talleres llevados a cabo en Erice, Italia (originalmente llamados "Ciencia y Gastronomía) que pretendían juntar científicos y cocineros profesionales para discutir acerca de la ciencia detrás de la cocina tradicional. En algún momento, el término fue recortado a "gastronomía molecular" y se convirtió en el nombre de la aproximación científica a los métodos de cocina tradicionales.

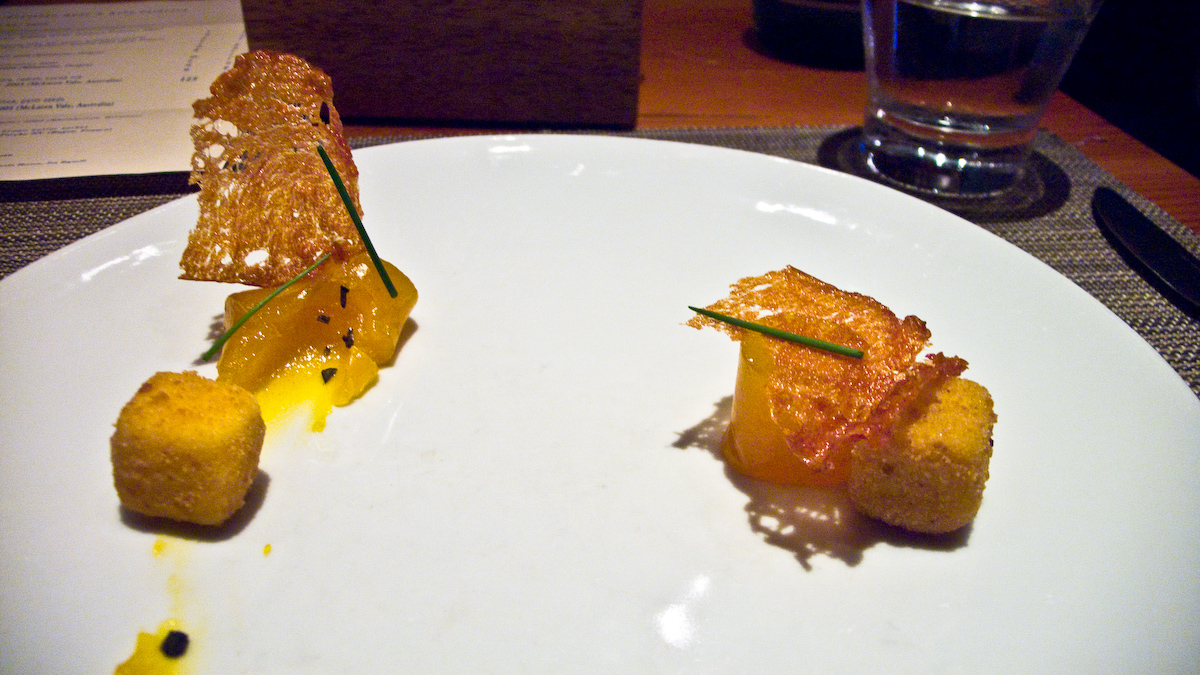
Una reinterpretación de la cocina molecular de los huevos benedictinos. Los cubos están fritos en salsa holandesa.

Kurti y This, consideraron la creación de una disciplina formal alrededor de los temas discutidos en las reuniones. Después de la muerte de Kurti en 1998, el nombre de los talleres en Erice fue cambiado por This a "Taller internacional de Gastronomía molecular 'N. Kurti'". This permaneció como único director de los talleres a partir de 1999 y continuó su investigación en el campo de la gastronomía molecular en El Centro Internacional de Gastronomía Molecular de INRA-AgroParisTech, encargado de la organización de las reuniones internacionales.

### Precursores
La idea de usar técnicas desarrolladas por la química para estudiar la comida no es nueva, de hecho, la disciplina de la bromatología ha existido durante muchos años. Kurti y This estaban al tanto de este hecho y aunque fueron ellos los que decidieron crear una nueva disciplina dentro de la bromatología que investigara los procesos de la cocina regular (siendo el principal interés de la bromatología el estudio de las propiedades de la comida y su desarrollo a nivel industrial), hay muchos y muy notables ejemplos a través de la historia de investigaciones acerca de la ciencia de la cocina de todos los días registrados desde el siglo XVIII.

#### Marie-Antoine Carême (1784 - 1833)

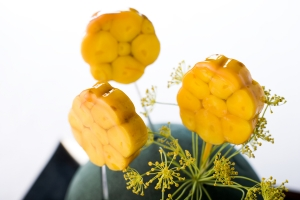
Preparación de Adam Melonas. Centro floral comestible llamado "Octopop". Pulpo cocinado a baja temperatura unido con transglutaminasa sumergido en un gel de carragenano de naranja y azafrán y suspendida en ramas de eneldo.

El concepto de la gastronomía molecular fue presagiado por Marie-Antoine Carême, uno de los más famosos chefs franceses que, a principios del siglo XIX dijo que cuando se prepara un alimento, "el caldo debe llevarse a ebullición muy lentamente, o de lo contrario, la albúmina se coagula y se endurece y el agua, que no tiene tiempo de permear la carne, no permite que la parte gelatinosa del osmazoma se despegue."

#### Evelyn G. Halliday e Isabel T. Noble
En 1943, la University of Chicago Press publicó un libro llamado Food Chemistry and Cookery (Cocina y química de la comida) escrito por la profesora asociada de economía doméstica de la Universidad de Chicago Evelyn G. Halliday y su colega de la Universidad de Minnesota Isabel T. Noble. En el prefacio del libro de 364 páginas, las autoras declararon que "El principal propósito de este libro es dar un panorama de los principios químicos sobre los que se basan las buenas prácticas de preparación y preservación de la comida."
El libro incluye capítulos como "La química de la leche", "La química de los polvos para hornear y su uso en el horneo", "La química de la cocina de vegetales" y "Determinación de la concentración de ion hidrógeno" y contiene numerosas ilustraciones de experimentos de laboratorio incluyendo Aparato de destilación para muestras vegetales y Pipeta para determinación de viscosidad relativa en soluciones de pectina. Ambas profesoras habían publicado previamenteThe Hows and Whys of Cooking (Los cómos y porqués en la cocina) en 1928.

#### Belle Lowe
En 1932, Belle Lowe, profesora de Comida y Nutrición en el Iowa State College, publicó un libro titulado Experimental Cookery: From The Chemical And Physical Standpoint (Cocina experimental: desde el punto de vista químico y físico), el cual se convirtió en un libro estándar para las clases de economía doméstica en los Estados Unidos. El libro es una investigación exhaustiva sobre la ciencia del día a día con referencias a cientos de fuentes e incluye muchísimos experimentos. Con alrededor de 600 páginas, con secciones como "La relación de la cocina con la química coloidal", "Coagulación de Proteínas", "Factores que afectan la viscosidad de la Crema y el helado", "Sinéresis", "Hidrólisis del colágeno" y "Cambios en la carne cocida y la cocción de la carne", el volumen compite o excede el alcance de muchos otros libros modernos en la materia.

#### Elizabeth Cawdry Thomas
A pesar de que rara vez se le da crédito, los orígenes de los talleres de Erice pueden ser rastreados hasta la maestra de cocina Elizabeth Cawdry Thomas, que estudio en Le Cordon Bleu en Londres y dirigió una escuela de cocina en Berkeley. La alguna vez esposa de un físico, Elizabeth tenía muchos amigos en la comunidad científica y un gran interés en la ciencia detrás de la cocina. En 1988, mientras asistía a una reunión en el Centro de Cultura Científica Ettore Majorana en Erice, Elizabeth tuvo una conversación con el profesor Ugo Valdrè de la Universidad de Bolonia, quien estuvo de acuerdo con ella en que la ciencia detrás de la cocina era un tema infravalorado e incentivó a Kurti a organizar un taller en el Centro Ettore Majorana. Sin embargo, esto no sucedió sino hasta que Kurti conoció a Hervé This y juntos le propusieron la idea al director del Centro, el físico Antonino Zichichi quien accedió. Durante el primer taller en 1992, el escritor de química de alimentos Harold McGee fue invitado  a participar como codirector.

### Nicholas Kurti
El físico de la Universidad de Oxford Nicholas Kurti defendió la aplicación del conocimiento científico a problemas culinarios. Fue uno de los primeros cocineros de televisión en el Reino Unido, siendo anfitrión de un programa de televisión de 1969 llamado El Físico en la Cocina, donde demostraba técnicas como el uso de jeringas para inyectar brandy en pasteles de carne calientes para evitar dañar la corteza. El mismo año, realizó una presentación para Royal Society de Londres, también titulada El físico en la cocina en la que declaró:
Pienso que un aspecto triste de nuestra civilización es que mientras podemos, y hacemos, mediciones de la temperatura de la atmósfera de Venus, no sabemos qué sucede en el interior de nuestros suflés.
Kurti demostró cómo se hacía merengue en una cámara de vacío, la cocción de salchichas al conectarlas a una batería de auto, la digestión de proteínas con jugo de piña fresco y un baked alaska invertido (caliente en el interior, frío en el exterior) cocinado en un horno de microondas. Kurti fue también un defensor del cocinado a baja temperatura, repitiendo experimentos del siglo XVIII realizados por el científico británico Benjamin Thompson como dejar un trozo de carne de cordero de 2 kg en un horno a 80 °C; después de 8.5 horas, tanto el interior como el exterior de la carne se encontraban alrededor de los 75 °C y la carne se encontraba suave y jugosa.
Junto con su esposa, Giana Kurti, Nicholas Kurti editó una antología de ciencia y alimentos para miembros y externos de la Royal Society.

### Hervé This
Hervé This comenzó coleeccionando "especificaciones culinarias" (viejas anécdotas y trucos de cocina de algunas esposas) el 24 de marzo de 1980 y comenzó a probar esas especificaciones para ver cuales se mantenían. Su colección en algún momento llegó a tener alrededor de 25 000 especificaciones. En 1995, recibió su doctorado en Fisicoquímica de materiales, para el cual presentó una tesis titulada Le gastronomie moléculaire et physique (La gastronomía molecular y la física). Trabajó como consejero para el ministro de educación en Francia, impartió clases internacionales y fue invitado a unirse al laboratorio del premio nobel de química Jean-Marie Lehn. Ha publicado una vasta cantidad de libros en francés, cuatro de ellos traducidos al inglés incluyendo Molecular Gastronomy: Exploring the Science of Flavor, Kitchen Mysteries: REvealing the Science of Cooking, Cooking: The Quintessential Art y Building a Meal: From Molecular Gastronomy to Culinary Constructivism. 
Actualmente publica una serie de ensayos en francés y realiza seminarios mensuales gratuitos de gastronomía molecular en el INRA en Francia. Anualmente brinda un curso público y gratuito de gastronomía molecular. Hervé This también es autor de un sitio web y un par de blogs acerca de la materia en francés y publica mensualmente colaboraciones con el chef francés Pierre Gagnaire en el sitio web de Gagnaire.

## Objetivos
Los objetivos de la gastronomía molecular, definidos por Hervé This, son buscar los mecanismos de las transformaciones culinarios y los procesos (desde un punto de vista químico y físico) en tres áreas:
1. El fenómeno social asociado a la actividad culinaria.
2. El componente artístico.
3. El componente técnico.

Los objetivos fundamentales de la gastronomía molecular fueron definidos por This en su disertación doctoral como:
1. Investigar proverbios, dichos y anécdotas culinarias y gastronómicas.
2. Explorar recetas existentes.
3. Introducir nuevas herramientas, ingredientes y métodos de cocina.
4. Inventar nuevos platillos.
5. Usar la gastronomía molecular para ayudar al público en general a entender la contribución de la ciencia a la sociedad.

Hervé This reconoció posteriormente que los puntos 3, 4 y 5 no eran enteramente esfuerzos científicos (más bien aplicaciones de la tecnología y la educación) y revisitó la lista.

### Áreas de investigación
Los principales tópicos de estudio incluyen:
- Cómo los ingredientes cambian según el método de cocinado.
- Cómo los sentidos juegan su papel en la apreciación de la comida.
- Los mecanismos de liberación de aroma y la percepción del sabor.
- Cómo y cuando desarrollamos órganos sensoriales para el sabor y nuestros gustos generales de comida.
- Cómo los métodos de cocinado afectan el sabor y la textura de los ingredientes.
- Cómo los nuevos métodos de cocina producen mejoras en las texturas y sabores.
- Cómo nuestros cerebros interpretan las señalizaciones de nuestros sentidos para indicarnos el "sabor" de la comida.
- Cómo el disfrute de los alimentos es afectado por otras influencias como nuestro ambiente, estado de ánimo, presentación, quién lo prepara, etc.

La gastronomía molecular ha generado un corpus de investigación científica que ha permitido el avance de la cocina.

## Técnicas, herramientas e ingredientes
- Fuentes de dióxido de carbono para añadir burbujas y hacer espumas.
- Espumas realizadas con licuadoras de mano.
- Nitrógeno líquido para congelar rápidamente.
- Heladora, utilizada para realizar sabores inusuales como umami.
- Anti plancha, para enfriar y congelar.
- Baño de temperatura para sous-vide.
- Deshidratador de comida.
- Centrífuga.[26]
- Maltodextrina
- Sustitutos de azúcar[26]
- Enzimas
- Lecitina (emulsificante y antiaglutinante)
- Hidrocoloides como almidón, gelatina, pectina y gomas naturales usadas con agentes espesantes, gelificantes, emulsificantes y estabilizadores.
- Transglutaminasa como enlazante de proteínas, llamado pegamento de carne
- Esferificación
- Jeringas
- Papel comestible hecho de soya y almidón de papa, para ser usado con tinta comestible e impresoras de inyección
- Acompañamientos aromáticos como gases embolsados, dispositivos para servir, o la comida en sí misma. Una sustancia aromática presentada como adorno,[27] emplatado creativo[28] o un olor producido por la combustión de un ingrediente.
- El estilo de presentación es usualmente caprichoso o avant-garde.[29]
- Combinaciones inusuales de sabor.[30][31]
- Usar ultrasonido para lograr tiempos de cocción más precisos.

## Proponentes
La gastronomía molecular quizás es más conocida por los chefs que la emplean de forma práctica en algunos restaurantes. Los más afamados son Pierre Gagnaire (París, Londres, Tokio) y Ferran Adrià, conocido internacionalmente por su restaurante El Bulli, situado en una cala de la localidad de Roses (Alt Empordà, España). Con el tiempo, otros numerosos chefs en el mundo han empezado a emplear algunas técnicas de la gastronomía molecular en sus cocinas.
Adicionalmente hay heladerías que están basando su producción en esta práctica.

## Oponentes
Con motivo de la aparición de su libro La cocina al desnudo, el cocinero catalán Santi Santamaria (El Racò de Can Fabes, tres estrellas Michelín) propuso en mayo de 2008, que los grandes cocineros especifiquen los ingredientes de sus platos en cartas y menús. Santamaria, pese a utilizar los mismos productos y técnicas, mantenía una postura contraria a varios de los más reconocidos chefs españoles como Ferran Adrià («estamos en las antípodas», dijo), a quienes ha acusado de cocinar cosas «que ni ellos mismos se comerían». Con eso se refería a platos con aditivos alimentarios que Santamaria considera poco saludables pese a estar autorizados por las autoridades europeas. Dijo además Santamaria: «Ahora se legitiman formas de cocinar que se apartan de las tradiciones y usan productos químicos, como la metilcelulosa, cuyo consumo puede ser perjudicial. ¿Hay que sentirse orgullosos de una cocina, la molecular o tecnoemocional, abanderada por Ferran Adriá y su cohorte de seguidores, que llena sus platos de gelificantes y emulsionantes de laboratorio?».
El 19 de mayo de 2008, la Asociación de Cocineros Euro-Toques España emitió un comunicado en el que condenan las declaraciones del cocinero Santi Santamaria hechas en la entrega del galardón Premio de Hoy, y expresan su «indignación» por unas palabras que consideran falsas y un «atentado al espíritu de solidaridad y al respeto hacia sus propios colegas».